# アナタハン
『アナタハン』 (The Saga of Anatahan) は、太平洋戦争末期に太平洋アナタハン島で起こった「アナタハンの女王事件」をもとにした1953年（昭和28年）公開の日本映画である。
監督はハリウッド作品で知られるジョセフ・フォン・スタンバーグが務めたが、日米合作ではなく日本映画として製作された。映画封切り当時のポスターの宣伝文は、「絶海の眞唯中に取残された女ひとりをめぐる男たちの激しい本能！『モロッコ』のスタンバーグが女性の望郷、生きる悲しみを描いた！愈々完成！六月公開」であった。

## 概要
太平洋戦争末期、唯一の女性「比嘉和子」を巡り、彼女の夫の上司と31人の漂流日本人たちが太平洋の北マリアナ諸島に位置するアナタハン島で繰り広げた争奪戦「アナタハンの女王事件」の映画化である。1951年に生存者が帰国してその全貌が明らかになると、戦後のマスコミは事件をスキャンダラスに喧伝し、1953年4月には「アナタハンの毒婦」と称された比嘉自身が主演した実録映画『アナタハン島の眞相はこれだ』（監督：吉田とし子、新大都映画）いうB級猟奇映画まで作られる。そして、アメリカの新聞で事件を知ったジョセフ・フォン・スタンバーグが、訪米中であった川喜多長政に映画化の申し入れを行ったことで、『アナタハン』の制作がスタートすることになる。
『アナタハン島の眞相はこれだ』では、比嘉をめぐる男たちの殺し合いが誇張して描かれ、島からの帰国の時期も実際より早く設定されていたが、スタンバーグはこれをほぼ実話通りのストーリーに戻し、女王蜂とあだ名された比嘉と男たちとのラブストーリーに重点を置いた。また、極限状態に置かれた人間の生態を昆虫になぞらえた観察記の意味合いも持たせている。なお、映画では登場人物すべてに仮名があてられ、和子は恵子とされている。
スタンバーグの受け入れ先は独立プロの大和プロダクションであり、『エノケンのホームラン王』など戦後のエノケン映画を主に手がけた滝村和男がプロデュースをしているが、実際にはハリウッドの巨匠と仕事をするまたとない機会を得た東宝が、若手スタッフを送り込むなどの支援をしている。後に『青べか物語』などの川島雄三監督作品や『ねむの木の詩』などを手掛けるカメラマンの岡崎宏三など、この作品で実力をつけたスタッフも多い。また、円谷英二が特殊効果を担当し、冒頭の戦闘機襲来シーンのような彼が得意とする場面の他、モノクロ映像で熱帯のジャングルを表現するために木々や葉に蛍光塗料を塗るなどのアイディアを提供した。これらの効果は後に成瀬巳喜男監督の『浮雲』にも転用され、さらに円谷自身も『キングコング対ゴジラ』や『マタンゴ』などで使用している。音楽は伊福部昭が担当したが、スタンバーグから即興演奏を要請されて、フィルムを見ながらピアノソロを演奏する珍しいものとなっている。撮影もスタンバーグの要望により、京都の岡崎公園にある京都市勧業館（現在の「みやこめっせ」）の当時の展示施設の建物を借り切って巨大なアナタハン島のセットを建造して行なわれた。
日劇ダンシングチーム（NDT）に所属していた根岸明美をはじめとして、中山昭二や近藤宏などのキャストは、すべてスタンバーグ自身の抜擢による新人俳優である。根岸はこの作品でデビュー後『赤線基地』や『獣人雪男』などで肉体派女優として活躍するが、次第に肉体派女優のレッテルを貼られることを嫌悪するようになり、後年は演技派に転向している。ストーリー紹介や日本人俳優の台詞を翻訳する英語ナレーションは、スタンバーグによるものである。しかし、日本公開時には日本語字幕がついていなかった。
アメリカでは好評を博したが、日本では『アナタハン島の眞相はこれだ』と続けて公開されたことなどからヒットせず、実質的なスタンバーグ最後の作品となった（1957年に公開されている『ジェット・パイロット』は、1949年から1950年にかけて一部が撮影されていた）。

## あらすじ
太平洋戦争末期の1944年。軍に徴用されたかつお漁船が太平洋を航行中に米軍戦闘機の攻撃を受け沈没。軍人と漁船乗組員あわせた十数名の生存者が、サイパンの北に位置するアナタハン島に漂着する。無人島かと思われたこの島には、日下部という男が恵子という女と関係を持ち二人きりで住んでいた。島の男性人口が急に増え、男たちは自然と恵子に興味を持つようになるが、嫉妬深い日下部との間でトラブルになる。
終戦を知らせる米軍のビラを謀略として信じず、島に墜落したB29爆撃機の残骸からピストルを見つけた男たちは、ついに恵子をめぐって殺し合いになる。1949年、嫉妬に狂った日下部が殺され、生き残りの男たちは恵子の所有権を決めるくじ引きを始める。身の危険を感じた恵子は米軍の船に救出され、帰国した恵子の手紙によって男たちも終戦を信じ、帰国する。空港に着いた米軍の輸送機から降りる生存者たちを出迎える恵子は、彼らの後ろから彼女をめぐって命を落とした男たちの亡霊が帰還する幻影を見るのだった。

## キャスト

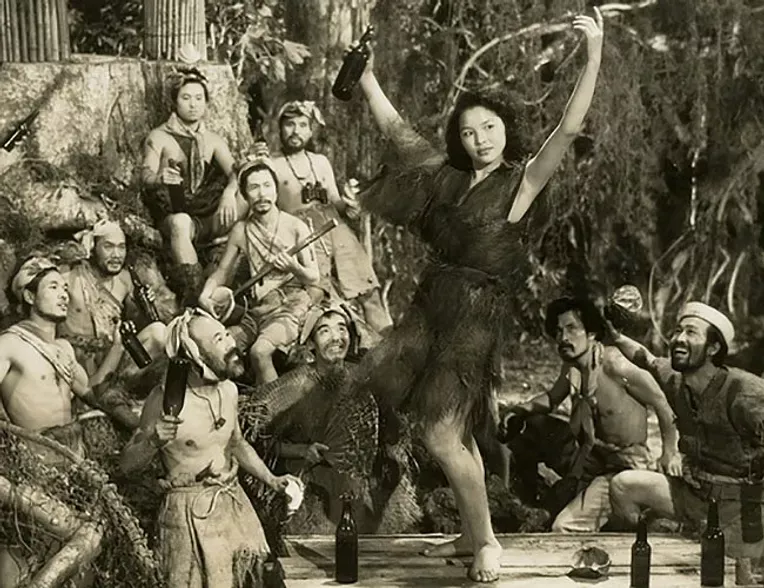
『アナタハン』の1シーン

参照
- 日下部恵子（女王蜂） - 根岸明美
- 日下部 - 菅沼正
- 黒田 - 沢村紀三郎
- 西尾 - 中山昭二
- 柳沼 - 近藤宏
- 吉里 - 藤川準
- 仙波 - 宮下昭三
- 金田 - 尾上菊次
- 土井 - 坂東鶴右衛門
- 丸山 - 杵屋六里郎
- 神崎 - 田村大二郎
- 中田 - 喜多川隆
- 高橋 - 鈴木武
- 天沼 - 網倉志朗

## スタッフ
参照：と映画の米国版
- 原作：丸山通郎
- 美術：河野鷹思
- 特殊美術：渡辺善夫
- 特殊技術：円谷英二
- 録音：加瀬寿士
- 助監督：岩下正美
- 編集：宮田味津三
- 製作：滝村和男
- 監督補：シュウ・タグチ
- 撮影技師：岡崎宏三
- 脚本・台詞：浅野辰雄
- 特別助手：大川平八郎
- 音楽：伊福部昭
- 脚本・撮影・監督：ジョセフ・フォン・スタンバーグ